# James Walker (autocoureur)

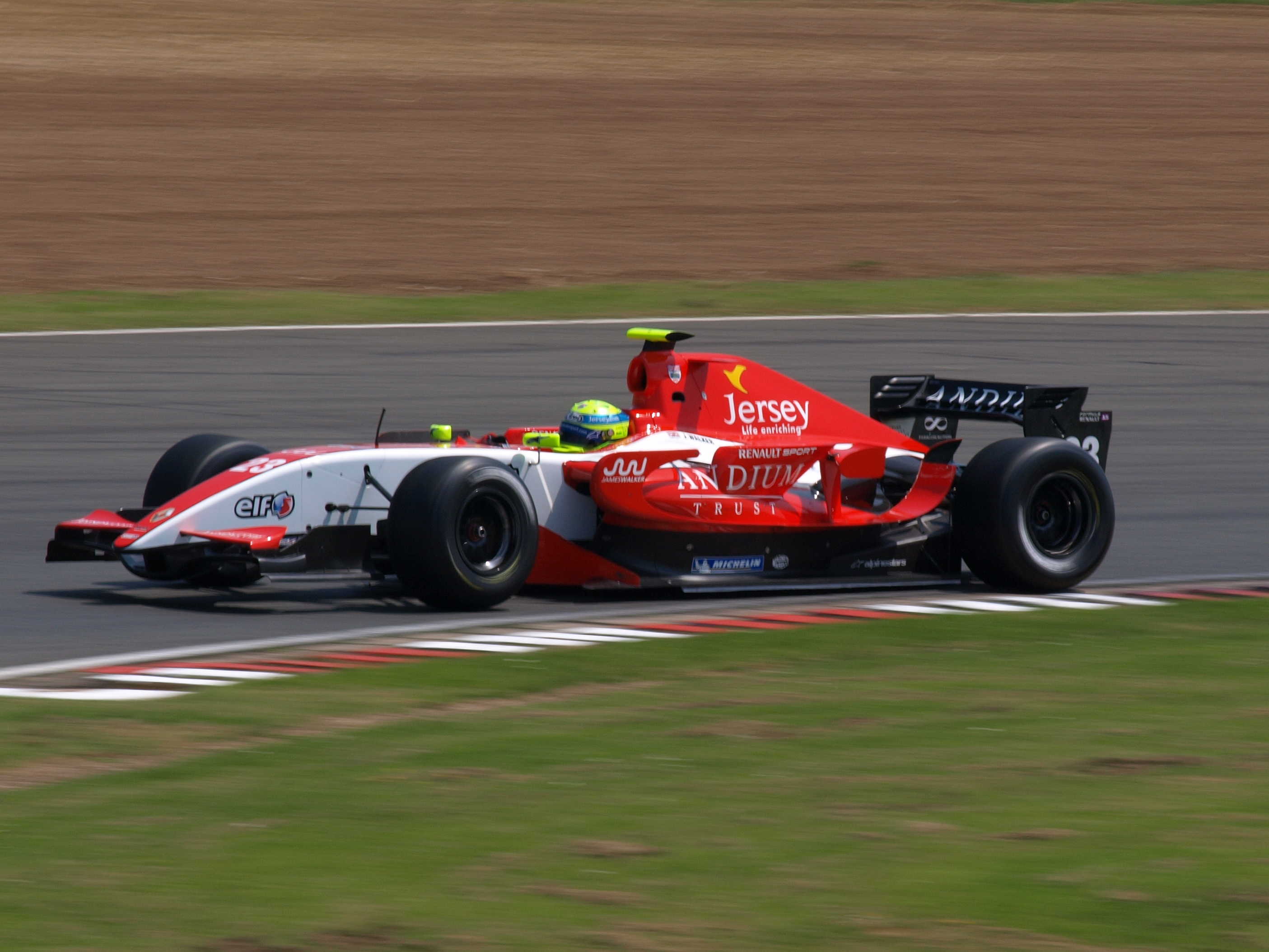
Walker op Silverstone, 2008

James Walker (Jersey, 25 augustus 1983) is een autocoureur uit Engeland.

## Carrière
- 2002: Britse Formule Ford, team onbekend.
- 2002: Avon Tyres Junior Formule Ford Kampioenschap, team onbekend.
- 2003: Britse Formule Ford Scholarshipklasse, team onbekend (kampioen).
- 2004: Britse Formule 3-kampioenschap, team Hitech Racing.
- 2005: Britse Formule 3-kampioenschap, team Fortec Motorsport (1 overwinning).
- 2006: Britse Formule 3-kampioenschap, team Hitech Racing.
- 2006: Formule 3 Euroseries, team Hitech Racing (4 races).
- 2007: Formule Renault 3.5 Series, team Fortec Motorsport (1 overwinning).
- 2008: Formule Renault 3.5 Series, team Fortec Motorsport.
- 2008: Superleague Formula, teams Rangers FC en Borussia Dortmund (4 races, 1 overwinning).
- 2009: Formule Renault 3.5 Series, team P1 Motorsport (1 overwinning).
- 2010: 24 uur van Daytona, team JLowe Racing.
- 2010: Superleague Formula, team Liverpool FC.

## Superleague Formula resultaten
| Jaar | Inschrijving      | 1       | 2       | 3        | 4       | 5    | 6    | 7    | 8    | 9    | 10   | 11      | 12     | 13   | 14   | 15   | 16   | 17   | 18   | 19   | 20   | 21   | 22   | 23   | 24   | 25   | 26   | 27   | 28   | 29   | 30   | 31   | 32   | 33   | 34   | 35   | 36   | Rang | Punten |
| ---- | ----------------- | ------- | ------- | -------- | ------- | ---- | ---- | ---- | ---- | ---- | ---- | ------- | ------ | ---- | ---- | ---- | ---- | ---- | ---- | ---- | ---- | ---- | ---- | ---- | ---- | ---- | ---- | ---- | ---- | ---- | ---- | ---- | ---- | ---- | ---- | ---- | ---- | ---- | ------ |
| 2008 | Rangers FC        | DON1    | DON2    | NÜR1 4   | NÜR2 12 | ZOL1 | ZOL2 | EST1 | EST2 | VAL1 | VAL2 |         |        |      |      |      |      |      |      |      |      |      |      |      |      |      |      |      |      |      |      |      |      |      |      |      |      | 13   | 227    |
| 2008 | Borussia Dortmund |         |         |          |         |      |      |      |      |      |      | JER1 14 | JER2 1 |      |      |      |      |      |      |      |      |      |      |      |      |      |      |      |      |      |      |      |      |      |      |      |      | 14   | 218    |
| 2010 | Liverpool FC      | SIL1 16 | SIL2 17 | SILS DNQ | ASS1    | ASS2 | ASSS | MAG1 | MAG2 | MAGS | JAR1 | JAR2    | JARS   | NÜR1 | NÜR2 | NÜRS | ZOL1 | ZOL2 | ZOLS | BRH1 | BRH2 | BRHS | ADR1 | ADR2 | ADRS | POR1 | POR2 | PORS | LOS1 | LOS2 | LOSS | TBA1 | TBA2 | TBAS | TBA1 | TBA2 | TBAS | NC   | 0      |